# Garnki
Garnki [pronunciación en polaco: /ˈɡarnki/] es un pueblo en el distrito administrativo de Gmina Karlino, dentro del Distrito de Białogard, Voivodato de Pomerania Occidental , en el noroeste de Polonia. Se encuentra aproximadamente 8 kilómetros al sudoeste de Karlino, 12 kilómetros al oeste de Białogard, y 103 kilómetros al noreste de la capital regional, Szczecin.